# タイパ・フェリーターミナル駅
タイパ・フェリーターミナル駅（氹仔碼頭站、Estação do Terminal Marítimo da Taipa）は、マカオ特別行政区嘉模堂区に位置するマカオLRTタイパ線の駅。タイパ・フェリーターミナルの最寄り駅である。

## 概要
乗り入れる路線はタイパ線の1路線のみ。
同線の終着駅。
隣駅が空港駅であることから、船舶と飛行機の乗り換えにも利用できる。
全ホームにホームドアが設置されている。

## 沿革
- 2019年12月10日: 開業[1]。